# Assassinato de Tammy Alexander
Tammy Jo Alexander (anteriormente conhecida como Desconhecida de Caledônia ou Desconhecida de Cali) foi uma vítima de assassinato encontrada na cidade da Caledônia, no Condado de Livingston, Nova Iorque, em 19 de novembro de 1979, após ter sido alvejada com dois tiros na noite anterior. Seu corpo foi deixado em um campo, na saída da U. S. Route 20, próximo ao rio Genesee, na zona oriental da cidade e descoberto no dia seguinte, 20 de novembro, porém, identificado apenas em 2015, mais de 35 anos após sua morte.
Com base nas marcas da pele da vítima, causadas pelo sol, os investigadores deduziram que ela não residia na Caledônia, mas em uma região quente, por isso distante. A informação foi confirmada posteriormente pelo palinólogo forense que, após analisar o pólen encontrado na roupa da vítima, sugeriu que ela havia passado algum tempo na Flórida, sul da Califórnia, Arizona ou norte do México antes da sua morte. As análises dos isótopos osteológicos, mais tarde confirmariam esse dado, oferecendo suporte à pista geográfica, muito importante para a investigação, já que a maioria das provas foi eliminada, no local, pela chuva registrada durante a noite. 
Ao longo dos anos em que permaneceu sem identificação, o seu caso foi bem publicizado pelo Departamento do Xerife do Condado de Livingston, que continuou a investigar o caso, processando centenas de pistas e indicações da comunidade. John York, um dos primeiros policiais a responder ao local do crime, fez do caso uma prioridade durante o seu quarto de século como xerife. O assassino em série, Henry Lee Lucas confessou a autoria do crime, mas como muitos outros assassinatos pelos quais ele disse ser responsável, a confissão nunca foi considerada digna de crédito. O corpo de Alexander foi enterrado em um cemitério de Dansville, uma vila a sul do condado.
A vítima foi finalmente identificada como resultado de esforços de uma amiga de escola de Brooksville, Flórida, em localizá-la em 2010. Sem conseguir encontrá-la nas redes sociais ou pelos meios convencionais, procurou a família de Alexander, e soube que ela, que fugia com frequência de casa, nunca mais foi vista ou ouvida desde a década de 1970. Dessa forma, em 2014 foi preenchido um relatório de pessoas desaparecidas junto ao Departamento do Xerife do Condado de Hernando, Flórida. Pouco depois, um artista que havia pintado uma das reconstruções do rosto de Alexander viu o relatório online e, percebendo a semelhança, contactou o xerife do Condado de Livingston. Uma coincidência no DNA mitocondrial com um dos parentes vivos de Alexander foi feito em 2015.

## Morte e descoberta
Na manhã de 10 de novembro de 1979, um agricultor em Caledônia, a 37 quilômetros a sul da cidade de Rochester, Condado de Monroe (Nova Iorque), viu uma roupa vermelha em um dos seus campos de milho, perto do rio Genesee, a cerca de 6 metros do lado sul da U. S. Route 20, e a 800 metros a oeste da separação entre a Route 20 e a State Route 5, no Estado de Nova Iorque. Ele procurou averiguar, acreditando ter encontrado um caçador que pudesse ter entrado em sua propriedade. Em vez disso, encontrou o corpo de uma jovem.
O corpo, mais tarde chamado de "Desconhecida de Caledônia" ou “Desconhecida de Cali“ pelos investigadores, estava totalmente vestido. Não mostrava sinais de abuso sexual mas sim graves hemorragias causadas por dois tiros, um na cabeça por cima do olho direito, e outro nas costas. O ferimento na cabeça indicava que, aparentemente, ela não se virou, o que é uma consequência comum de um tiro na cabeça. Em vez disso, a entrada do tiro sugere surpresa. Os seus bolsos foram colocados do avesso, dando a impressão de que qualquer identificação que ela tinha consigo fora retirada.
A autópsia indicava que ela tinha levado o tiro primeiro na cabeça, enquanto estava ao lado da estrada andando pelo campo de milho, onde havia uma poça de sangue no chão. O corpo foi depois arrastado para o campo de milho, onde levou um novo tiro nas costas e deixada para morrer. Chuvas intensas durante a noite da sua morte lavaram todas as provas forenses.

## Características
Acreditava-se que Cali tinha entre 13 e 19 anos (nascida em algum momento entre 1958 e 1967). Estimava-se que tivesse cerca de 1,60 metros de altura e 54 quilos. Tinha olhos castanhos e cabelo castanho-claro ondulado pelos ombros, que parecia ter sido sido pintado recentemente de loiro para castanho. As suas unhas dos pés estavam pintadas com verniz coral-claro.
Tinha marcas de bronzeado visíveis de um top de alças ou biquíni, sugerindo que ela poderia vir de uma região com sol abundante em Outubro-Novembro, uma vez que o bronzeamento artificial não era comum na década de 1970, e o estado de Nova Iorque não é geralmente quente e capaz de desenvolver tais marcas, durante essa época do ano. Existiam sardas na parte de trás dos seus ombros e acne na sua cara e peito.
Os dentes estavam em estado natural, sem restaurações ou preenchimentos, não pareciam ter recebido cuidados e alguns dos seus primeiro e segundo molares permanentes tinham cáries dentárias severas. Consistente com a sua aparência jovem, nenhum dos seus terceiros molares permanentes (dentes do siso) estavam desenvolvidos O seu tipo de sangue era A-. Algumas horas antes da sua morte, havia comido milho-doce; batatas; e presunto enlatado e fervido. Esta era uma possibilidade de jantar, em um local onde uma atendente a viu comendo com um homem.

## Roupa e bijuteria
Alexander usava um casaco corta-vento de homem, vermelho com riscas pretas por baixo dos braços, com uma etiqueta interna de ”Auto Sports Products, Inc.”, uma camisola (camiseta no Brasil) de rapaz com um botão no pescoço e colarinho multicor, calças de veludo castanhas (tamanho 36), meias azuis pelos tornozelos, sutiã branco (tamanho 32C), e cuecas azuis. Tinha uns sapatos castanhos com sola ondulada. O casaco vermelho da Auto Sports Products foi produzido como um item promocional e não pôde ser localizado depois da distribuição.
Também usava um colar cinzento com três pequenas pedras turquesa. O colar tinha uma aparência caseira e parecia uma réplica da bijuteria nativa americana feita no sudoeste dos Estados Unidos. Preso às calças, na fivela, estavam duas correntes de chaves, uma com a forma de coração cortado, com uma chave e com as palavras ”Ele que tem a Chave pode abrir o meu coração”, e a outra como se fosse para coincidir no corte do coração. Esse tipo de porta-chaves era vendido em máquinas automáticas pelo estado de Nova Iorque, levando os investigadores a concluir que ela e o seu assassino viajavam pela estrada.

## Provas de pólen
Em 2006, depois da exumação do corpo em 2005, Paul Chambers, um investigador contratado recentemente no Condado de Monroe, que havia lidado com o caso desde o condado de Livingston, pediu e recebeu permissão para enviar as roupas para o Laboratório de Palinologia na Universidade A&M do Texas, onde foram encontrados traços de pólen. Entre os tipos de pólen encontrados havia grãos de Casuarina (pinho australiano), Quercus (carvalho), Picea (abeto) e Betula (bétula). Os grãos de pólen foram comparados com uma amostra de controle de grãos de pólen do local rural onde o corpo foi encontrado.
O carvalho cresce de forma selvagem por todo o território norte-americano, e o abeto e a bétula crescem em Nova Iorque, e também em vários Estados do país.  Contudo, não foram encontrados grãos de pólen de carvalho, abeto ou bétula na amostra de controle, e, nem bétulas ou abetos crescem perto do local do crime. O pólen do abeto e da bétula encontrado vinha de espécies comuns em áreas do estado da Califórnia.
O pinho australiano é uma espécie de árvore invasora que cresce em número limitado de lugares na América do Norte: Sul da Flórida; Sul do Texas; partes do México; os campos da Universidade do Arizona e Universidade Estadual do Arizona; e três regiões na Califórnia: a  Baía Norte de São Francisco, a área de San Luis Obispo, e a área de San Diego. A árvore não consegue sobreviver ao Outono e Inverno no clima temperado do estado de Nova Iorque.  A roupa não podia  ter recebido os grãos de pólen da Casuarina no local do crime.
Os investigadores acreditavam que o Sul da Califórnia e a região de San Diego era a coincidência melhor geograficamente para os grãos na sua roupa. Baseado nas provas de pólen e nas marcas de bronzeado da jovem, os investigadores forenses sugeriram que ela podia residir no sudoeste dos Estados Unidos perto de San Diego, Califórnia, e depois viajou (possivelmente à boleia, de carona no Brasil) pelas montanhas da Serra Nevada, onde cresce o abeto e a bétula, passando por Reno, Nevada, e depois viajado até Nova Iorque.
Uma nova análise em 2012 dos grãos concluiu, novamente, que apenas podem ter tido origem na Califórnia, Arizona ou Flórida.

## Outros detalhes

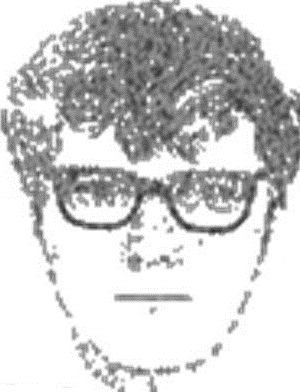
Rascunho forense do homem visto com Alexander que pode ter estado envolvido na sua morte.

A polícia acreditava que a arma do crime era uma pistola de calibre 38. Os investigadores localizaram um cartucho na terra por baixo do corpo, que compararam com centenas de outras balas disparadas de armas confiscadas. Apesar dos esforços dos investigadores para localizar armas dos Estados Unidos, Canadá, Europa e México, o cartucho nunca foi compatível com uma arma específica.
O sujeito visto com Tammy era um homem branco, com entre 1,72 e 1,75 metros de altura, usava óculos de massa pretos e conduzia uma carrinha (van aberta no Brasil). O homem foi indicado como "pessoa de interesse", isto é, com possibilidade de participação no crime, e passou-se a procurar sua identidade.
Na esperança que ela pudesse ser identificada com uma amostra de ADN (DNA no Brasil) com algum parente vivo, o corpo foi exumado em Setembro de 2005. O departamento da Universidade do Norte do Texas para a Identificação Humana conseguiu produzir perfis de STR nuclear (nucADN) e mitocondrial (mtADN) do ADN da jovem através dos perfis de ADN forenses. O perfil de ADN dela foi inserido no Sistema de Indexação de ADN Combinado (CODIS), uma base de dados que permite os laboratórios criminais dos Estados Unidos comparar e trocar perfis de ADN para identificar suspeitos de crimes e vítimas.
Quando o corpo foi exumado, vários dos seus dentes foram enviados para análise forense de isótopos minerais, para ligar a composição dos seus dentes com a composição e conteúdo mineral dos fornecimentos de água regionais na América do Norte, permitindo aos investigadores determinar onde ela foi criada. Resultados no isótopo dental de taxa de oxigénio 18O/16O indicavam que ela poderia ter passado os seus anos iniciais na região a sul/sudoeste dos Estados Unidos.
Em 1984, Henry Lee Lucas confessou o feminicídio, mas sem a identificar. Os investigadores não encontraram provas suficientes que suportassem a sua confissão. O caso recebeu atenção nacional, aparecendo em programas televisivos como America's Most Wanted.
Mais tarde, na década de 1980, John York, que tinha sido um dos primeiros agentes no Condado de Livingston na cena em 1979, foi eleito xerife e trabalhou até 2013, sempre assegurando que a investigação permanecia ativa.

## Identificação
Os restos mortais foram finalmente identificados como de Alexander em 2015, 35 anos, 2 meses e 15 dias depois de ter sido encontrada. Uma colega de escola que a tinha conhecido em Brooksville, Flórida, estava tentando encontrá-la e contactou a meia-irmã de Alexander, Pamela Dyson, na Cidade do Panamá. Alexander fugia algumas vezes de casa, mas Dyson sabia que ninguém na sua família sabia do paradeiro de Alexander desde a sua partida, em algum momento entre 1977 e 1979.

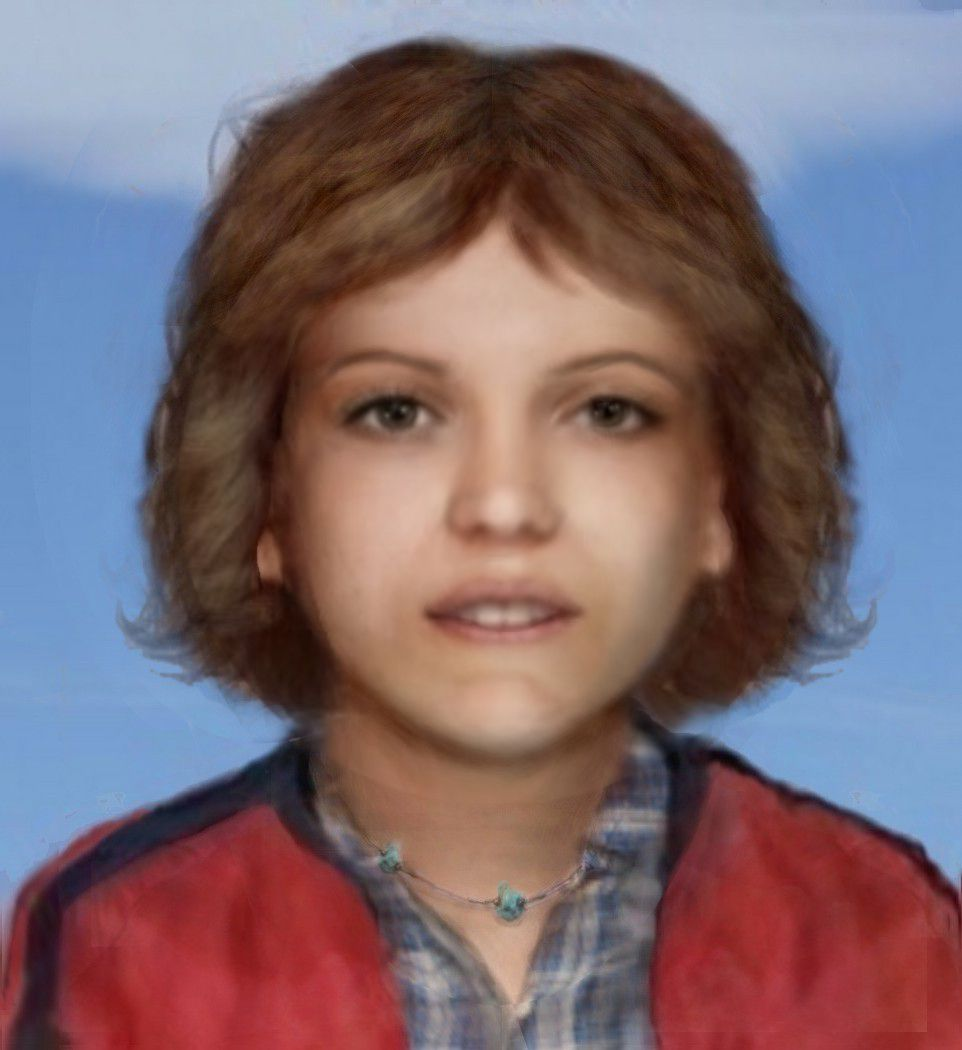
Imagem de Koppelman da Desconhecida de Cali, que ele criou antes da lista de Alexander na NamUs.

Como não conseguiam encontrar rasto dela de qualquer forma, Dyson e a sua colega começaram a ficar preocupados que Alexander poderia ter sido vítima de um crime. Em agosto de 2014, o departamento do xerife do Condado de Hernando disse-lhes que não tinha sido preenchido relatório de pessoas desaparecidas. Dyson, que era uma criança na altura, argumentou que os seus pais fizeram o relatório, mas especula-se que dado ao histórico de fuga e regresso da Tammy, a polícia pode não ter levado a sério. Elas, então, preencheram um novo relatório.
Pouco depois de ter sido colocada no Sistema Nacional de Pessoas Desaparecidas e Por Identificar (NamUs), Carl Koppelman, um artista da Califórnia que cria reconstruções de corpos não identificados, encontrou o relatório de Alexander quando estava revendo os relatórios da WebSleuths.com, um website que ele modera, onde os voluntários tentam resolver casos arquivados, incluindo os com corpos por identificar. Em 2010 ele tinha desenhado a Desconhecida da Caledonia, e em Setembro de 2014, quando viu a nova descrição de Alexander, imediatamente reconheceu a vítima. Ele enviou um email ao departamento do xerife do Condado de Livingston (com cópias enviadas ao administrador regional do NamUs, ao Centro Nacional de Crianças Desaparecidas e Exploradas (NCMEC), e ao departamento do xerife do Condado de Hernando) para falar-lhes da semelhança. Em Janeiro de 2015 o Condado de Monroe comprovou que o ADN mitocondrial do corpo coincidia com o de Dyson. Uma semana depois o xerife do Condado de Lvivingston, Thomas Dougherty, anunciou numa conferência de imprensa que o corpo tinha sido identificado depois de 35 anos.
Dyson disse que a família ia manter Alexander enterrada no cemitério de Dansville onde estava há tantos anos, e fizeram os serviços funerários para ela lá mesmo. "Eu estou verdadeiramente contente pelo fecho", disse ela. "Mas dói saber que ela morreu desta forma. É terrível, ninguém deveria levar um tiro e ser arrastada para o bosque."
A Casa Funerária de Dougherty, em Livonia, assumiu o pagamento da substituição da campa da Desconhecida, por uma nova onde se lê "Tammy Jo Alexander" com um serviço público na Primavera de 2015. Tal cerimónia teve lugar a 10 de Junho de 2015, onde a nova campa, com o nome da vítima e tempo de vida, foi revelada. Aproximadamente 100 familiares e membros da comunidade estiveram presentes.

### Recordações da irmã
A meia irmã de Tammy, Pamela Dyson, acredita que ela vivia num ambiente doméstico turbulento, onde uma mãe dependente de medicamentos podia ter picos e explosões de raiva. "Ela tinha prescrições de drogas", disse Dyson da sua mãe, Barbara. "Ela tinha tendências suicidas. Eu acho que ela tinha problemas e eles não a diagnosticaram". A mãe de Tammy, Barbara Jenkins, morreu a 17 de Janeiro de 1998  em seu obituário, consta que a filha, Tammy Alexander, estava morta.
Tammy, que era atendente de mesa em um restaurante, tinha histórico de fugas. Uma mulher que era amiga de Tammy quando eram adolescentes disse que as duas tinham viajado uma vez por toda a Califórnia juntas, à boleia de camionistas (de carona com caminhoneiros no Brasil). Os amigos dos pais pagaram depois pelos bilhetes de avião de regresso, disse Dyson.
Até à descoberta de que "Cali" era Tammy Jo Alexander, Dyson acreditou que sua meia-irmã tinha fugido de casa e tinha feito uma nova vida com um marido e filhos em algum lugar. Ela imaginava Tammy Jo numa casa serena e com amor, um oposto doméstico da sua vida de jovem. "Eu pensava que ela apenas queria ir embora e começar de novo", disse Dyson. Dyson também aconselhou membros da família de pessoas desaparecidas a inserirem os familiares no Sistema Nacional de Pessoas Desaparecidas e Não Identificadas, porque tal acção ajudou à identificação de Alexander.

## Desenvolvimentos posteriores
Falando da identificação de Alexander, o polícial York, aposentado, disse, "Nós sabíamos que este dia havia de chegar". Ele refere-se ao evento como "agri-doce". Dougherty, o seu sucessor, disse que a investigação ia agora focar-se em encontrar quem matou Alexander. "Nós sempre dissemos que uma das maiores partes de resolver um caso é conhecer a vítima", disse Dougherty à imprensa. "Este caso é quente... Vamos trabalhar mais nele do que nunca". York disse mais tarde que mais de 10.000 pistas foram entretanto investigadas no caso.
O FBI também colocou vários cartazes pelo país numa tentativa de atrair a atenção do público. O Departamento do Xerife do Condado de Livingston também disse que foram dadas mais pistas desde a identificação da vítima e disse também que foi possível conhecer os eventos que levaram à chegada de Alexander a Caledonia. Uma pista "significativa" foi dada por um camionista do Tennessee depois de ter ouvido uma transmissão na rádio sobre o caso. O departamento também lançou informação que Alexander tinha ligações a um antigo "ministro da prisão" em Young Harris, Georgia que se especializa em trabalhar com indivíduos em liberdade condicional."
Três pessoas de interesse foram identificadas por ADN obtido da roupa de Alexander. Os oficiais planearam "aprender mais" sobre os homens que tiveram contacto prévio com a vítima antes da sua morte.

## Ligações ExternasF
- Tammy Jo Alexander (em inglês) no Find a Grave [fonte confiável?]
- Memorial service (June 10, 2015) no YouTube